# 유보 (진정공왕)
진정공왕 유보(眞定共王 劉普, ? ~ 기원전 9년? 기원전 8년?)은 중국 전한의 황족 · 제후왕으로, 진정안왕 유옹의 아들이다. 아버지가 죽자 그 뒤를 이어 진정왕이 되었고, 15년간 왕위에 있다 죽어 아들 진정왕 유양이 뒤를 이었다.

## 가계
- 진정안왕 유옹 (아버지)
  - 진정공왕 유보
    - 진정왕 유양 (아들)
    - 신창후 유광 (아들)
    - 유양(劉讓) (아들)[3]

유양(劉讓)은 후한 건국 후 임읍후(臨邑侯)에 봉해졌다.